# Condensatormicrofoon

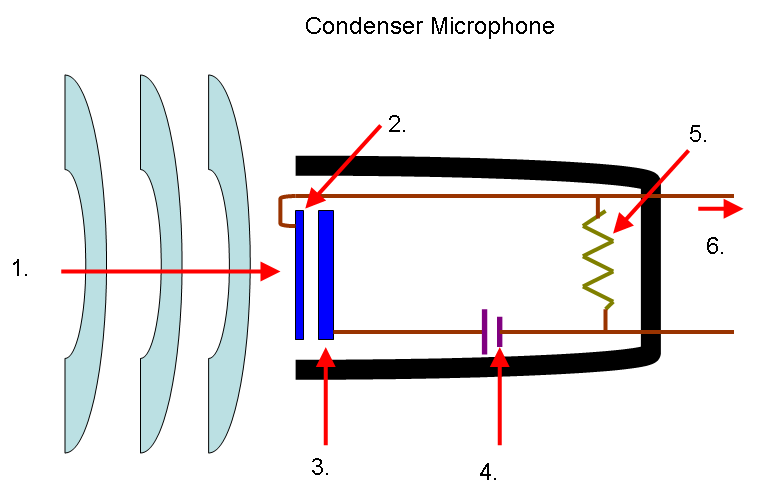
Schematische voorstelling van werking van een condensatormicrofoon

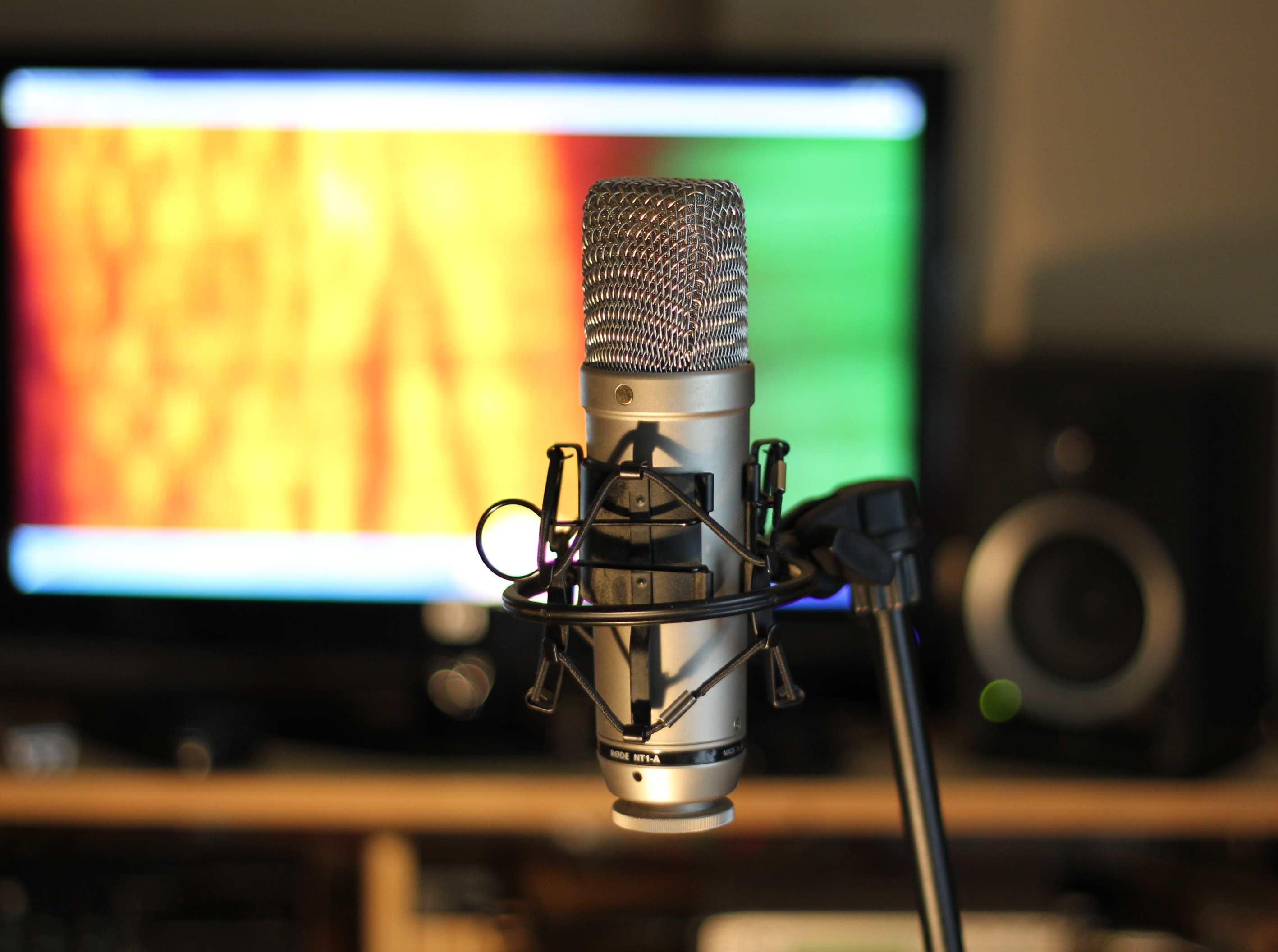
NT1-A Condensatormicrofoon van RØDE

Een condensatormicrofoon is een microfoon in de vorm van een plaatcondensator waarvan een van de platen is uitgevoerd als membraan dat meebewegen kan met luchtdrukveranderingen. De bewegingen van het membraan leiden tot capaciteitsveranderingen van de condensator, die vervolgens worden omgezet in een elektrisch signaal waarmee de informatie van de luchtdrukveranderingen wordt weergegeven. Voor deze omzetting zijn twee methoden in gebruik. De eenvoudigste methode voorziet de condensatormicrofoon via een zeer grote weerstand van een voorspanning (meestal in de vorm van 48 volt fantoomvoeding), waardoor de capaciteitsverandering wordt omgezet in een spanningsverandering. Er is een speciaal soort voorversterker nodig voor de verdere signaalverwerking. Een andere methode neemt de condensator op in een afstemkring voor een hoogfrequente oscillator. De opgewekte frequentie varieert met de capaciteitsverandering.
De lading Q van een condensator is gelijk aan het product C·U van de capaciteit C en de spanning U. In een condensatormicrofoon wordt de (voor)spanning U via een zeer hoge weerstand aangelegd. Door deze hoge weerstand duurt het relatief lang om de lading te veranderen. Hierdoor blijft de lading tijdens de luchtdrukveranderingen van het opgevangen geluid vrijwel constant. Het gevolg is dat de spanning over de condensator verandert volgens Q/C door de luchtdrukveranderingen, waarbij Q nagenoeg constant blijft.
Condensatormicrofoons kunnen wel eens last hebben van het proximiteitseffect of nabijbespreking. Dat wil zeggen dat wanneer de bron te dicht bij de microfoon staat het signaal omgekeerd evenredig is met het kwadraat van de afstand waarbij de afstand steeds moet vergeleken worden met de golflengte.
De hoeveelheid geluidsdruk die de microfoon bereikt hangt onder andere af van de grootte van het microfoonmembraan. Hoe groter het membraan, hoe meer geluid deze kan opvangen en registreren. Hierdoor wordt het verschil tussen de altijd aanwezige ruis en de maximale geluidsregistratie groter waardoor een betere signaal/ruis (SN) verhouding ontstaat. Hierdoor hadden traditioneel groot membraan microfoons altijd een betere SN dan klein membraan microfoons. Het nadeel is wanneer het membraan fysiek groter wordt het microfoonkapsel ten opzichte van de geluid golflengte substantieel aanwezig is. Hierdoor kunnen (onbedoelde) optellingen en uitdovingen plaatsvinden in het membraan waardoor de registratie niet meer overeenkomst met originele geluidsgolf. Dit hoeft overigens niet slecht te klinken, maar het is minder accuraat en zeker off-axis. Om deze reden zijn meetmicrofoons vrijwel altijd kleine microfoons.
Het lukt bepaalde fabrikanten tegenwoordig om een redelijk tot goede signaal ruis verhouding te realiseren bij kleinmembraanmicrofoons. Daar staat dan vaak ook een groter prijskaartje tegenover.

## Toepassingen
Vaak wordt een onderscheid gemaakt tussen grootmembraancondensatormicrofoons (met een membraan groter dan 1 inch) en kleinmembraancondensatormicrofoons.
Grootmembraancondensatormicrofoons worden meestal gebruikt voor het opnemen van zang, akoestische gitaar, koren en omgevingsgeluid. Omwille van hun kwetsbaarheid en kostbaarheid worden deze microfoons voornamelijk in de studio gebruikt.
Kleinmembraancondensatormicrofoons worden meestal gebruikt als drumoverheads, voor het opnemen van hihat (sporadisch ook andere percussie) en voor de snaren van een akoestische gitaar. Ook violen worden meestal opgenomen of versterkt met condensatormicrofoons.
Om hun hoge gevoeligheid zijn condensatormicrofoons ook uitstekend geschikt als "dasspeld"-microfoon of vergadermicrofoon. Kleinmembraancondensatormicrofoons worden zowel in de studio als op het podium gebruikt.
Tegenwoordig worden ook veel goedkopere elektretmicrofoons aangeprezen als condensatormicrofoons. De capsules van elektretmicrofoons zijn echter in de fabriek voorgeladen en gebruiken de fantoomspanning alleen voor de voorversterkers waardoor een kortere levensduur te verwachten is wegens het langzaam verliezen van de voorspanning.